# RAD-disk
RAD-disk är en variant av RAM-disk i AmigaOS med fast kapacitet, och som inte töms vid omstart. RAD-disken möjliggör därför mycket snabba uppstarter av AmigaOS.